# Polycanthagyna melanictera
Polycanthagyna melanictera är en trollsländeart som först beskrevs av Selys 1883.  Polycanthagyna melanictera ingår i släktet Polycanthagyna och familjen mosaiktrollsländor. IUCN kategoriserar arten globalt som livskraftig. Inga underarter finns listade i Catalogue of Life.